# Blaise-Ernest Morand
Blaise-Ernest Morand (* 12. September 1932 in Tecumseh) ist kanadischer römisch-katholischer Priester und Altbischof von Prince-Albert.

## Leben
Blaise-Ernest Morand empfing am 22. März 1958 die Priesterweihe.
Papst Johannes Paul II. ernannte ihn am 22. April 1981 zum Koadjutorbischof von Prince Albert. Die Bischofsweihe spendete ihm der Bischof von Prince Albert, Laurent Morin, am 29. Juni desselben Jahres; Mitkonsekratoren waren Eugène Philippe LaRocque, Bischof von Alexandria-Cornwall, und James Patrick Mahoney, Bischof von Saskatoon.
Nach der Emeritierung Laurent Morins folgte er ihm am 9. April 1983 als Bischof von Prince-Albert nach. Am 26. Mai 2008 nahm Papst Benedikt XVI. sein altersbedingtes Rücktrittsgesuch an.